# Апель, Генрих
Генрих А́пель (нем. Heinrich Apel; 5 мая 1935, Шванеберг, Саксония-Анхальт — 24 мая 2020) — немецкий художник, скульптор и реставратор.

## Биография
В 1953—1959 годах Генрих Апель обучался скульптуре в Высшей школе искусств в замке Гибихенштайн у Густава Вайданца. С 1959 года жил и работал в Магдебурге. Работал над скульптурами, памятниками и архитектурными деталями, а также занимался коллажами, работал с текстилем, медалями, пластиками малой формы и картинами. Известен как реставратор соборов в Магдебурге, Хальберштадте, Штендале и церкви Кведлинбургского монастыря. Является автором памятника «Подвиг капитана Игоря Беликова» в Магдебурге.